# Briefmarken-Jahrgang 1971 der Deutschen Bundespost Berlin
Der Briefmarken-Jahrgang 1971 der Deutschen Bundespost Berlin umfasste 21 einzelne Sondermarken, einen Briefmarkenblock mit vier Sondermarken und 13 Dauermarken. Die Briefmarken dieses Jahrganges waren bis zum 31. Dezember 1991 frankaturgültig.
Der Nennwert der Marken betrug 15,95 DM; dazu kamen 1,20 DM als Zuschlag für wohltätige Zwecke.
Alle Dauermarken der neuen Serie „Unfallverhütung“ und
der Serie „Bundespräsident Gustav Heinemann“ (ausgenommen der Wert zu 8 Pfennig, der als Porto für die Beförderung einer Postkarte innerhalb Berlins diente) erschienen am gleichen Tag auch mit der Aufschrift Deutsche Bundespost.
In diesem Jahr begann die kleine Serie „Berliner Verkehrsmittel“ mit den ersten Ausgaben „Schienenfahrzeuge“, 1973 folgte „Omnibusse“ und 1975 der letzte Teil „Personenschifffahrt“

## Liste der Ausgaben und Motive
Legende
- Bild: Eine bearbeitete Abbildung der genannten Marke. Das Verhältnis der Größe der Briefmarken zueinander ist in diesem Artikel annähernd maßstabsgerecht dargestellt. Sollten keine Marken abgebildet sein, liegt es daran, dass das Urheberrecht des Künstlers noch nicht erloschen ist.
- Beschreibung: Eine Kurzbeschreibung des Motivs und/oder des Ausgabegrundes. Bei ausgegebenen Serien oder Blocks werden die zusammengehörigen Beschreibungen mit einer Markierung versehen eingerückt.
- Wert: Der Frankaturwert der einzelnen Marke in Pfennig. Ein „+“ bedeutet, dass es sich um eine Zuschlagsmarke handelt (= Frankaturwert + Spende).
- Ausgabedatum: Das Datum des erstmaligen Verkaufs dieser Briefmarke.
- Auflage: Soweit bekannt, wird hier die zum Verkauf angebotene Anzahl dieser Ausgabe angegeben.
- Entwurf: Soweit bekannt, wird hier angegeben, von wem der Entwurf dieser Marke stammt.
- Mi.-Nr.: Diese Briefmarke wird im Michel-Katalog unter der entsprechenden Nummer gelistet.

| Sondermarken | |                  |                       |                          |                        |                     |
| Bild         | Beschreibung                                                                                           | Werte in Pfennig | Ausgabe- datum (1971) | Auflage Berlin, Bund     | Entwurf                | Mi.-Nr Berlin, Bund |
|              | Berliner Verkehrsmittel (I): Schienenfahrzeuge - Vorortbahn (1925)                                     | 5                | 3. Mai                | 8.200.000                | Joachim Hans Hiller    | 379                 |
|              | - Straßenbahn (1890)                                                                                   | 10               | 3. Mai                | 25.000.000               | Joachim Hans Hiller    | 380                 |
|              | - Pferde-Straßenbahn (1880)                                                                            | 20               | 3. Mai                | 10.000.000               | Joachim Hans Hiller    | 381                 |
|              | - Stadtbahn (1932)                                                                                     | 30               | 18. Januar            | 12.000.000               | Joachim Hans Hiller    | 382                 |
|              | - Straßenbahn (1950)                                                                                   | 50               | 3. Mai                | 6.000.000                | Joachim Hans Hiller    | 383                 |
|              | - U-Bahn (1971)                                                                                        | 100              | 18. Januar            | 5.000.000                | Joachim Hans Hiller    | 384                 |
|              | 100. Jahrestag der Reichsgründung Reichsadler mit großem Brustschild und Kaiserkrone                   | 30               | 18. Januar            | 7.500.000 30.000.000     | Stanik                 | 385 658             |
|              | Für die Jugend 1971: Kinderzeichnungen - Fliege, Zeichnung einer Sechsjährigen                         | 10+5             | 8. Februar            | 2.757.000                | Helmut Lortz           | 386                 |
|              | - Fisch, Zeichnung eines Zwölfjährigen                                                                 | 20+10            | 8. Februar            | 2.721.000                | Helmut Lortz           | 387                 |
|              | - Stacheltier, Zeichnung eines Zwölfjährigen                                                           | 30+15            | 8. Februar            | 2.704.000                | Helmut Lortz           | 388                 |
|              | - Hahn, Zeichnung eines 13-Jährigen                                                                    | 50+25            | 8. Februar            | 2.694.000                | Helmut Lortz           | 389                 |
|              | 500. Geburtstag von Albrecht Dürer Kupferstich: „Der Dudelsackpfeifer“                                 | 10               | 21. Mai               | 20.000.000               | Hans-Joachim Fuchs     | 390                 |
|              | Internationale Funkausstellung Berlin (IFA) Fernmeldeturm Berlin-Wannsee                               | 30               | 14. Juli              | 7.500.000                | Joachim Hans Hiller    | 391                 |
|              | 250 Jahre Brandenburgische Konzerte Takte des 2. Brandenburgischen Konzertes von Johann Sebastian Bach | 30               | 14. Juli              | 7.500.000                | Ernst Finke            | 392                 |
|              | Briefmarkenblock – 50 Jahre AVUS-Rennen - Opel-Rennwagen, Baujahr 1921                                 | 10               | 27. August            | 7.500.000                | Rudolf Gerhardt        | Block 3 397         |
|              | - Auto-Union-Rennwagen, Baujahr 1936                                                                   | 25               | 27. August            | 7.500.000                | Rudolf Gerhardt        | 398                 |
|              | - Mercedes-Benz-Rennwagen SSKL, Baujahr 1931                                                           | 30               | 27. August            | 7.500.000                | Rudolf Gerhardt        | 399                 |
|              | - Mercedes-Benz- und Auto-Union-Rennwagen in der Nordkurve, Baujahr 1937                               | 60               | 27. August            | 7.500.000                | Rudolf Gerhardt        | 400                 |
|              | 150. Geburtstag von Hermann von Helmholtz                                                              | 25               | 27. August            | 7.500.000                | Bundesdruckerei Berlin | 401                 |
|              | Wohlfahrtsmarken 1971: Altes Holzspielzeug - Kurbelmännchen, bewegliche Figuren                        | 10+5             | 5. Oktober            | 8.156.000                | Heinz Schillinger      | 412                 |
|              | - Ritter zu Pferde                                                                                     | 25+10            | 5. Oktober            | 5.963.000                | Heinz Schillinger      | 413                 |
|              | - Hampel- oder Zappelmann                                                                              | 30+15            | 5. Oktober            | 6.471.000                | Heinz Schillinger      | 414                 |
|              | - Fahrbare Schaukelamme                                                                                | 60+30            | 5. Oktober            | 4.488.000                | Heinz Schillinger      | 415                 |
|              | 100 Jahre Materialprüfung in Berlin Mikrobruchgefüge gegossenen reinen Metalls, Mikroskop              | 30               | 26. Oktober           | 7.500.000                | Joachim Hans Hiller    | 416                 |
|              | Weihnachtsmarke 1971 Holzgedrechselter Weihnachtsengel                                                 | 10+5             | 11. November          | 5.636.000                | Heinz Schillinger      | 417                 |
| Dauermarken  | |                  |                       |                          |                        |                     |
| Bild         | Beschreibung                                                                                           | Werte in Pfennig | Ausgabe- datum (1971) | Auflage Berlin, Bund     | Entwurf                | Mi.-Nr Berlin, Bund |
|              | Dauermarkenserie: Bundespräsident Gustav Heinemann                                                     | 8                | 8. April              | 12.500.000               | Karl Hans Walter       | 360                 |
|              | - Bundespräsident Gustav Heinemann                                                                     | 25               | 27. August            | 11.720.000 793.132.000   | Karl Hans Walter       | 393 689             |
|              | - Bundespräsident Gustav Heinemann                                                                     | 30               | 7. Januar             | 73.466.000 2.447.943.000 | Karl Hans Walter       | 363 638             |
|              | - Bundespräsident Gustav Heinemann                                                                     | 40               | 8. April              | 39.837.000 2.128.584.000 | Karl Hans Walter       | 364 639             |
|              | - Bundespräsident Gustav Heinemann                                                                     | 50               | 8. April              | 24.429.000 1.278.969.000 | Karl Hans Walter       | 365 640             |
|              | - Bundespräsident Gustav Heinemann                                                                     | 60               | 25. Juni              | 12.012.000 255.404.000   | Karl Hans Walter       | 394 690             |
|              | - Bundespräsident Gustav Heinemann                                                                     | 70               | 8. April              | 13.822.000 210.417.000   | Karl Hans Walter       | 366 641             |
|              | - Bundespräsident Gustav Heinemann                                                                     | 80               | 8. April 1971         | 7.438.000 153.266.000    | Karl Hans Walter       | 367 642             |
|              | - Bundespräsident Gustav Heinemann                                                                     | 90               | 7. Januar             | 6.400.000 33.600.000     | Karl Hans Walter       | 368 643             |
|              | - Bundespräsident Gustav Heinemann                                                                     | 200              | 7. Januar             | 9.340.000 170.095.000    | Karl Hans Walter       | 370 645             |
|              | Dauermarkenserie: Unfallverhütung - Brand durch Streichholz                                            | 5                | 29. Oktober           | 11.490.000 104.685.000   | Förtsch und Baumgarten | 402 694             |
|              | - Alkohol am Steuer                                                                                    | 25               | 10. September         | 14.536.000 270.869.000   | Förtsch und Baumgarten | 405 697             |
|              | - spielendes Kind und Auto                                                                             | 60               | 10. September         | 8.020.000 97.000.000     | Förtsch und Baumgarten | 409 701             |

## Ersttagsbriefe und Sonderstempel

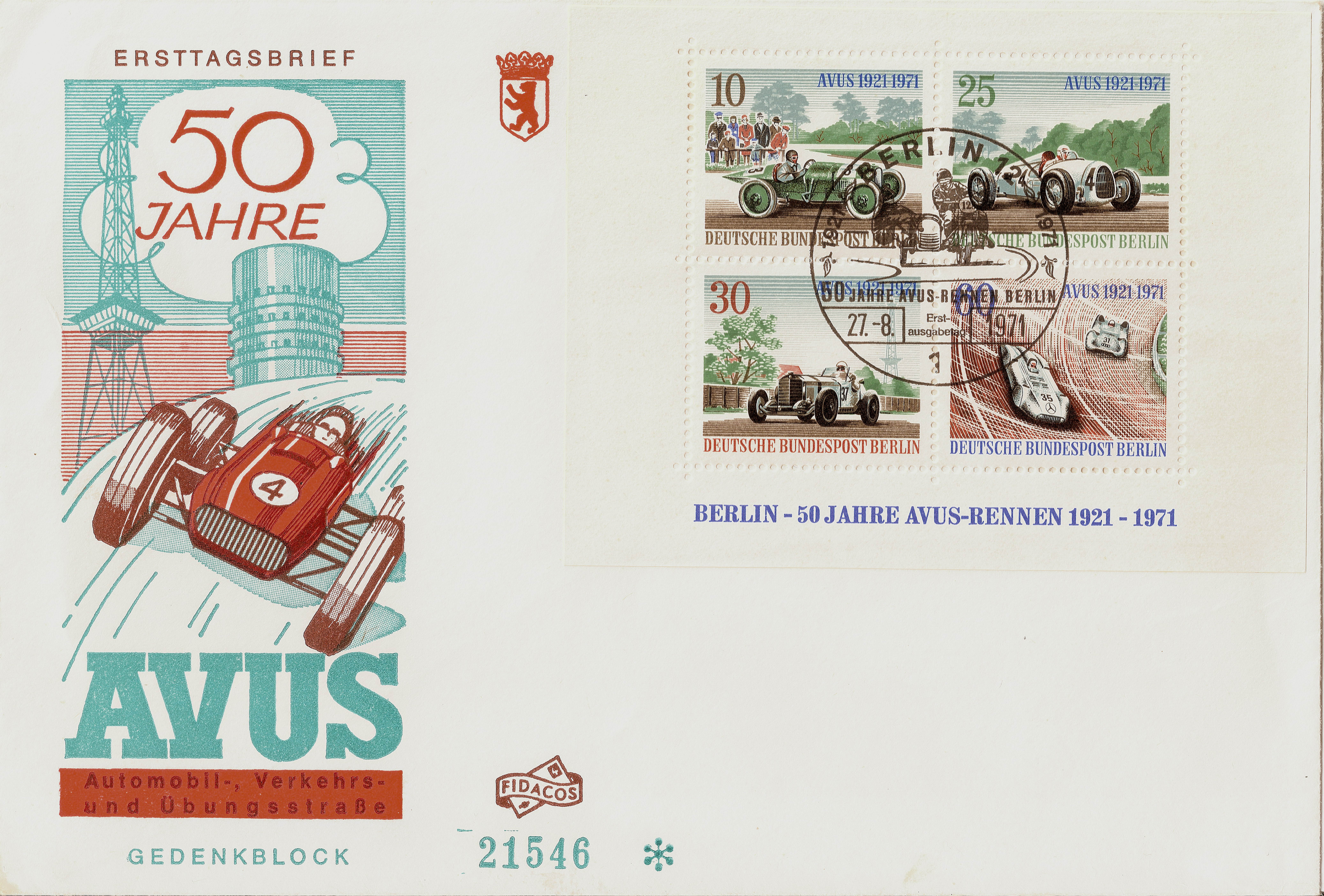
Ersttagsbrief mit dem AVUS-Block